# Karl Heinz Oppel

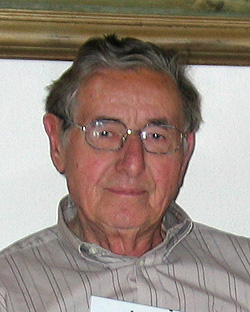
Karl Heinz Oppel (2003)

Karl Heinz Oppel (* 16. Dezember 1924 in Dresden; † 27. Oktober 2016 in Berlin) war ein deutscher Schauspieler und Synchronsprecher.

## Leben
Oppel besuchte von 1946 bis 1948 die Schauspielschule des Berliner Hebbel-Theaters und gab dort auch sein Bühnendebüt. Anschließend spielte er an den Theatern in Stendal, Putbus, Frankfurt (Oder), Anklam und Berlin und inszenierte auch Stücke als Regisseur. Von 1961 bis 1991 gehörte er zum Ensemble des Ost-Berliner Kabaretts Die Distel. Er arbeitete auch als Schauspieler für Film und Fernsehen, wo er zumeist für Nebenrollen besetzt wurde. Im Radio moderierte er die Sendereihe Tusch – die Sendung in Farbe für Stimme der DDR.
Ab den 1960er-Jahren arbeitete Oppel auch umfangreich als Synchronsprecher. Besonders bekannt wurde er dabei als deutsche Stimme von Egon Olsen (Ove Sprogøe), dem legendären Boss der Olsenbande, dem er für das DEFA-Studio für Synchronisation seit dem dritten Film (Die Olsenbande fährt nach Jütland) die Stimme lieh. Zuvor hatte er in den ersten beiden Filmen der Reihe den Kriminalinspektor Mortensen (Peter Steen) gesprochen. Auch in der Fernsehserie Oh, diese Mieter sprach er zeitweise Ove Sprogøe.
Im Jahr 1985 schrieb Oppel für das Kabarettprogramm Wir leisten uns was des Kabaretts Die Distel den Programmteil Die Olsenbande leistet sich was, wo er selbst in der Rolle des Benny mitwirkte.
Er war mit der Synchronautorin Rosemarie Oppel verheiratet, die unter anderem das deutsche Dialogbuch für die Filme Die Olsenbande stellt die Weichen und Die Olsenbande schlägt wieder zu schrieb. In erstgenanntem Film sprach sie auch selbst eine kleine Rolle. Sein Sohn Sebastian Oppel sprach in einigen der Olsenbande-Filme Børge Jensen (Jes Holtsø), der Sohn von Kjeld und Yvonne.
Karl Heinz Oppel starb am 27. Oktober 2016 im Alter von 91 Jahren.

## Filmografie
- 1958: Das Lied der Matrosen
- 1961: Septemberliebe
- 1961: Gewissen in Aufruhr
- 1962: Das grüne Ungeheuer (TV-Mehrteiler)
- 1963: Blaulicht (Fernsehserie, 1 Folge)
- 1964: Die goldene Gans
- 1964: Alaskafüchse
- 1968: Hauptmann Florian von der Mühle
- 1969: Geheime Spuren
- 1973: Ein wunderbarer Tag
- 1974: Polizeiruf 110: Konzert für einen Außenseiter (TV-Reihe)
- 1976: Oh, diese Tiere
- 1979: Gelähmte Schwingen
- 1979: Einfach Blumen aufs Dach
- 1982: Die Mahnung
- 1983: Der entführte Prinz
- 1983: Lieber guter Weihnachtsmann
- 1984: Der Mexikaner Felipe Rivera
- 1985: Der Staatsanwalt hat das Wort: Vaters Frau (TV-Reihe)
- 1986: Der Staatsanwalt hat das Wort: Paule (TV-Reihe)
- 1986: Der Verrückte vom Pleicher-Ring
- 1987: Polizeiruf 110: Die alte Frau im Lehnstuhl (TV-Reihe)
- 1988: Mensch, mein Papa…!
- 1992: Scheusal

## Synchronrollen (Auswahl)

### Filme
- 1968–1969: Peter Steen als Mortensen in Die Olsenbande–Filmreihe
- 1971–1998: Ove Sprogøe als Egon Olsen in Die Olsenbande–Filmreihe
- 1999: James Arnold Taylor als Rune Haako in Star Wars: Episode I – Die dunkle Bedrohung
- 2002: Christopher Truswell als Rune Haako in Star Wars: Episode II – Angriff der Klonkrieger
- 2005: Jerome Blake als Rune Haako in Star Wars: Episode III – Die Rache der Sith
- 2005: Peter Copley als ein alter Beamter in Oliver Twist
- 2007: Greg Kramer als Erster der Ephoren in 300
- 2007: John Boswall als Wyvern in Pirates of the Caribbean – Fluch der Karibik 2
- 2012: Robert Fyfe als Mr. Meeks / Old Salty Dog / Prescient 1 in Cloud Atlas

### Serien
- 1975–1977: Ove Sprogøe als Larsen in Oh, diese Mieter
- 1992: Eric Christmas als Hubble Kid in Jake und McCabe – Durch dick und dünn
- 1992: Eric Christmas als Cecil in Der Prinz von Bel-Air
- 1994: Stanislav Zindulka als Norbert, Diener bei Herrn Papp in Die Rückkehr der Märchenbraut
- 1999: René Auberjonois als Collegeprofessor in Extreme Ghostbusters
- 2005  John Boswall als Curial Magistrate in Rom

## Hörspiele
- 1987: Leonid Leonow: Die Bändigung Badadoschkins (Krutilin) – Regie: Peter Groeger (Hörspiel – Rundfunk der DDR)
- 2007: Star Wars: Labyrinth des Bösen – Die komplette Hörspielserie (Nach dem Roman von James Luceno) als Rune Haako – ISBN 978-3-8291-2087-6